# Da Capo 4
Pour les articles homonymes, voir Da Capo (homonymie).
Da Capo 4 (～ダ・カーポ4～, Da Kāpo 4, souvent abrégé D.C.4 ou dc4) est un visual novel japonais développé par Circus sorti sur Windows le 31 mai 2019. Ce jeu est la quatrième entrée de la série Da Capo. Le jeu a été annoncé le 23 septembre 2018 et se déroule dans un cadre différent de ses prédécesseurs : l'île Kagami. L'histoire est racontée du point de vue du protagoniste Ichito Tokisaka et le récit se concentre sur sa relation avec les sept héroïnes principales. Le gameplay consiste principalement à lire du texte et à prendre des décisions qui peuvent amener à différentes routes de l'histoire empruntées par le joueur. Le jeu est primé à l'occasion des Moe Game Award 2019, il obtient une récompense « Or II ».

## Système de jeu
Da Capo 4 est un visual novel dans lequel le joueur assume le rôle d'Ichito Tokisaka. Le gameplay nécessite peu d'interaction de la part du joueur, car la majeure partie de la durée du jeu est consacrée à la simple lecture du texte qui apparaît à l'écran qui représente soit le dialogue entre les différents personnages, soit les pensées intérieures du protagoniste. Le texte est accompagné de sprites de personnages, qui représentent à qui le protagoniste parle, qui sont au-dessus des dessins d'arrière-plan. Tout au long du jeu, le joueur rencontre des illustrations CG à certains moments de l'histoire, qui remplacent l'art d'arrière-plan et les sprites de personnages. De temps en temps, le joueur arrive à un point où il ou elle a la possibilité de choisir parmi plusieurs options. Le jeu s'arrête à ces points et en fonction du choix du joueur, l'intrigue progressera dans une direction spécifique. Pour découvrir toutes les intrigues de Da Capo 4, le joueur devra rejouer le jeu plusieurs fois et prendre différentes décisions pour faire progresser l'intrigue dans une autre direction.

## Synopsis
Contrairement à ses prédécesseurs de la série Da Capo qui se déroulent sur l'île d'Hatsune, Da Capo 4 se déroule sur l'île Kagami (香々見島, Kagami-jima)  où « les fleurs de cerisier flottent dans le ciel ». Cependant, l'histoire se déroule en hiver, donc les fleurs de cerisier sont remplacées par de la neige. Ichito Tokisaka, le protagoniste, a le pouvoir magique de voir des miroirs flottants autour de l'île qui reflètent des sourires. Il vise à devenir un véritable magicien dans le futur. Ichito fréquente le lycée Kagami Academy (香々見学園, Kagami Gakuen), tout comme les filles dont il est amoureux.
Les filles dont Ichito Tokisaka est amoureux sont Arisu Sagisawa, l'héroïne principale et une étudiante populaire et extravertie du lycée qui doit fréquemment refuser des confessions d'amour ; Nino Tokisaka, la belle-sœur cadette d'Ichito et une étudiante d'honneur qui aime les chats malgré son allergie aux chats et a une personnalité diabolique ; Sorane Ōmi, l'amie d'enfance d'Ichito et Nino et voisine d'à côté qui aime cuisiner et se comporte comme une sœur aînée pour eux ; Hiyori Shirakawa, une belle fauteuse de troubles de la classe d'Ichito qui assume le rôle d'entrepreneure de l'amour avec un taux de réussite élevé ; Shīna Hōjō, une fille calme mais à la langue acérée qui aime les jeux et qui semble souvent difficile à approcher ; Miu Mishima, le président du comité de discipline qui a une disposition timide et doit toujours gronder Hiyori ; enfin, Chiyoko Hinohara, une fille excentrique et joyeuse qui s'enregistre dans des émissions en direct sous le nom de scène Choco.

## Développement et publication
Da Capo 4 a été annoncé le 23 septembre 2018 comme 20e projet de Circus et le site officiel a ouvert le 11 novembre 2018. Comme Da Capo III, aucune scène pour adultes n'a été créée pour Da Capo 4, le jeu est donc conçu pour tous les âges. Les concepteurs de personnages pour le jeu étaient Natsuki Tanihara, Yuki Takano, Mamu Mitsumoto, Yū Kisaragi et Shayuri. Tanihara a conçu les personnages Arisu, Sorane, Chiyoko, KotoRI et Alice ; Les dessins de Nino et Hiyori ont été dessinés par Takano ; Mitsumomo a dessiné la conception de caractère pour Shīna ; marquant à la fois leur premier travail sur un visual novel, Kisaragi a conçu Miu, tandis que Shayuri a conçu Ichito et les personnages de soutien. Six scénaristes ont été nommés pour le scénario du jeu : Hasama, Nakamichi Sagara, Shingo Hifumi, Kei Hozumi, Izumi Yūnagi et Hakumai Manpukutei.
Une édition limitée de Da Capo 4 a été publiée pour les PC Windows le 31 mai 2019. Un portage pour Nintendo Switch et PlayStation 4 est sorti 19 décembre 2019.

## Musique
Le thème d'ouverture de Da Capo 4 est D.C.4 (Atarashii Sekai) (D.C.4　～新しい世界～)  chanté par Rin'ca. Le thème d'ouverture de la route intermédiaire "Koisuru Mode" (恋するMODE)  est également chanté par Rin'ca. Yozuca chante Sakura Biyori (サクラ日和) , la grande chanson-thème de Da Capo 4.